# 金沢大学附属特別支援学校
金沢大学附属特別支援学校（かなざわだいがくふぞくとくべつしえんがっこう）は、石川県金沢市にある、心身発達障害児のための国立特別支援学校である。金沢大学の附属学校。小学部、中学部、高等部を設置している。
正式名称は「金沢大学人間社会学域学校教育学類附属特別支援学校」（かなざわだいがく・にんげんしゃかいがくいき・がっこうきょういくがくるい・ふぞく・とくべつしえんがっこう）である。
金沢大学の他の附属学校園とは別の場所に立地している。

## 概要
1949年（昭和24年）、石川師範学校付属小学校に国立では全国で初めて特殊学級が設置される。1952年（昭和27年）同付属中学校に特殊学級が設置される。1964年（昭和39年）に県内で初めての知的障害教育の養護学校である金沢大学教育学部付属養護学校が発足する。1967年に高等部を開設する。2007年に呼称が「養護学校」から「特別支援学校」となる。近年は、児童生徒の興味関心や強みに着目し、それらを授業に活かすと共に、学習活動で見られる姿を、児童生徒の行動の背景や内面の見取りも含め、児童生徒を全面的に捉えるなど、キャリア発達を支える取り組みに力を入れている。2021年に文部科学省研究開発学校の指定を受け、 知的障害教育における国語科の教育課程・指導方法の検討を通して、学びの連続性についての研究を行っている。

## 教育目標

### 小学部
- 興味や関心があることをたっぷりとやりきる
- 周りのもの・人と豊かにかかわる
- 一人一人の子どもの「したい」を大切にした学習活動に取り組む

### 中学部
- 仲間と一緒に生活経験を広げる
- いろいろな体験をとおして、自分で考えたり決めたりする力を伸ばす
- 子どもから大人へ…自分らしく成長する支援を大切にする

### 高等部
- 社会の中で「はたらく」体験をする
- 社会の中で「楽しむ」体験をする
- 学校から社会へ…卒業後に自分が希望する生活の実現を目指して仲間と切磋琢磨する

## 沿革
- 1949年（昭和24年）：全国初の国立学校特殊学級を開設　金沢大学石川師範学校付属特殊学級とする
- 1950年（昭和25年）：金沢大学教育学部付属小学校特殊学級となる
- 1964年（昭和39年）：金沢大学教育学部付属養護学校として発足
- 1967年（昭和42年）：高等部開設
- 1988年（昭和63年）：「付属養護学校」から「附属養護学校」に記名を変更
- 2007年（平成19年）：「附属養護学校」から「附属特別支援学校」に学校名を変更
- 2008年（平成20年）：「金沢大学人間社会学域学校教育学類附属特別支援学校」に学校名を変更

## 受賞
- 2011年、国際子供芸術財団（ICAF)デジタル・絵画コンクールで小学部の児童が最優秀賞「ワシントン賞」を受賞[2]。
- 令和元年度障害者の生涯学習支援活動に係る文部科学大臣表彰を受賞。「金沢大学附属特別支援学校兼友親子のつどい」が、昭和62年の設立から32年間にわたり行った卒業生支援活動が高く評価された[3]。
- 2023年、金沢ビジネスエコアクション賞奨励賞を受賞。中学部と高等部の生徒たちが主体となり、ごみ減量化に取り組んだ成果が評価された[4]。
- 令和6年度第19回筑波大学朝永振一郎記念「科学の芽」探究賞を中学部2年生が受賞。この受賞は、同賞の18年の歴史の中で初めて中学生部門からの選出となり、全国初の快挙となった[5]。

## 所在地
- 〒920-0933 石川県金沢市東兼六町2-10